# ريني تاكاغي
ريني تاكاغي (باليابانية:城 れ に に، ولدت في 21 يونيو 1993 في محافظة كاناغاوا) هي أيدول يابانية، وهي عضوة في فرقة الفتيات مومويرو كلوفر زد. هي القائدة السابقة للفرقة وتمثل اللون الأرجواني في الفرقة. 

## الظهور
- Maku ga Agaru (幕が上がる؟) (幕が上がる؟) (فيلم, 2015)[1]

## وصلات خارجية
- Reni Takagi's official Stardust profile
- Momoiro Clover Z profile
- Blogs
  - Reni Takagi's official Ameblo blog (2011–present)
  - Reni Takagi's official Gree blog (2010–2011)
  - Reni Takagi's posts at the Momoiro Clover official blog (2009–2010) نسخة محفوظة 22 مارس 2012 على موقع واي باك مشين.
  - Reni Takagi's posts at the 3B School Girl blog (2008–2009)
- Reni Takagi at Imatsubu (2010)
- ريني تاكاغي على موقع IMDb (الإنجليزية)
- ريني تاكاغي على موقع ميوزك برينز (الإنجليزية)
- ريني تاكاغي على موقع ديسكوغز (الإنجليزية)
- ريني تاكاغي على موقع قاعدة بيانات الفيلم (الإنجليزية)